# Sibiřské turkické jazyky
Sibiřské turkické jazyky (severovýchodní větev) označují jednu z šesti velkých větví turkické jazykové rodiny, které navzájem spojuje geografické vymezení, protože s nimi mluví turkické národy na Sibiři. Sibiřské jazyky se ještě dále dají dělit na severní, kam patří jakutština a dolganština, a jižní, kam patří více jazyků, které se někdy ještě dělí, ovšem tato dělení již mohou být více rozrůzněná. Mezi sibiřské jazyky je řazena také altajština (ovšem altajština působí určité problémy, protože jižní podoba – jižní altajština – vykazuje silné spojení s kyrgyzštinou z historických důvodů a severní altajština zase s ostatními jižními sibiřskými turkickými jazyky). Určité společné znaky sibiřských jazyků vykazuje jinak ujgurský jazyk západní jugurština.

## Dělení
- severní
  - jakutština
  - dolganština
- jižní
  - tuvinština
  - tofalarština
  - chakaština
  - šorština
  - fu-yü kyrgyzština
  - čulymština